# 佐藤幸治 (憲法学者)
佐藤 幸治（さとう こうじ、1937年〈昭和12年〉6月9日 - ）は、日本の法学者。専門は憲法学。京都大学名誉教授、日本学士院会員。学位は法学博士（京都大学・1990年）。司法制度改革、特に法科大学院創設を主導した。

## 来歴・人物
新潟県西蒲原郡月潟村（現：新潟市南区）出身。新潟県立新潟高等学校を経て、京都大学法学部に入学した。指導教官は、戦後主流となった宮沢俊義の憲法学派とは真っ向から対立する保守派憲法学の重鎮大石義雄であった。卒業後、住友銀行に入行した。1年後に同行を退職した後、京都大学法学部助手、助教授、教授。1990年に学位論文「現代国家と司法権」で京都大学法学博士。1991年から1993年には京都大学法学部長。京都大学退官後、2004年より近畿大学法科大学院教授も務めた。2012年日本学士院会員に選ばれた。

## 主張
通説が歴史を憲法理論に持ち込むことを忌避し、知性のみが絶対的なものであるとして、現に生きている人の意識と現実の日常生活を基礎とするとの個人主義的・現象学的・実存主義的な立場をとり、後掲の道徳原理によって初めて人権の根拠が基礎付けられるとして、全体的に観念論的・法実証主義的な理論を展開した。そのため、内容はあたかも観念論哲学の様相を示し、難解であると指摘を受けた原因が、特有の体系的構成や表現方法のためであることを佐藤自身が認めている。
人権については、人格的自律の存在として自己を主張しそのような存在としてあり続ける上で不可欠な道徳的権利であるとして通説的な見解である人格的利益説をとるが、その根拠に関しては、独自の見解を主張し、アラン・ゲワース（en:Alan Gewirth、哲学者）の弁証法的に必然的なアプローチに依拠し、道徳的な権利である人権を政治的・法的秩序が保護することが類型的整合性という最高の道徳的原理によって正当化されるとする。その上で、かかる思想は、超実体法的性質を有する自然法論とは似て非なる自然権思想であるとする。
日本国憲法の成立・正統性については、宮沢俊義の八月革命説も佐々木惣一の押し付け憲法論も法を超えた実力が前提であるとしていずれも否定された。佐藤にとって、かかる生の実力を理論に持ち込むことは憲法を法の世界から追放し、政治の世界に追いやるもので許容することができないのである。
国民主権については、芦部信喜が「憲法を制定しかつ支える権威が国民にあるという正当性の契機と国民が代表者を通じて権力を行使するという権力的契機という二つの側面があり、国会議員のリコール制は憲法上禁止されているが、権力的契機によって統治制度の民主化の要請を含んでいる」とすることを結論としては支持する。しかし、佐藤は、権力という概念を忌避し、正当性の契機を正当性の原理、権力的契機を実定憲法上の構成原理（統治制度の民主化、公開討論の場の確保の要請）と読み替える。「実定憲法上の構成原理」の根拠は、上掲ゲワースの人権を政治的・法的秩序が保護することが正当化され（現在の行為主体だけでなく）将来のあらゆる行為主体の尊厳と理性的自律のためには各行為主体が市民的自由を有することが要求されることとパラレルになっている。
国会が「最高機関」とされていることの意義については、単なる政治的美称と解すべきではなく、法的な意味があるものと解すべきと批判し、統括機関説をとり、権限不明の権能は国会に所属すると推定されるとする。
行政権の意義については、行政控除説を行政権の内容・特質が不明確なものであると批判しつつも、田中二郎による積極的定義にも難点があるとし、行政控除説の消極的定義を前提としつつも、法原理機関として事後的受動的な性格を有する裁判所とも、会期制をとる国会と異なり、国家の総合的な政策に配慮すべき機関である点に特質があるとする。また、議院内閣制の本質については、芦部がイギリスの歴史を理由に責任本質をとることについて、当時のイギリスにおける二大政党制と厳格な党議拘束が背景にあることを看過していると批判し、議院内閣制が権力分立の一環とされる以上、均衡本質説が妥当であるとする。
裁判所については、議会や内閣といった能動的・積極的な活動を期待される政治部門とは異なる、法による統治の実現を期待された受動的な法原理機関であるとする。違憲審査制について、判例・通説は、司法権の概念が歴史的なもので理論的に定めることはできず、明文の規定で事件性を要件とするアメリカ合衆国憲法に基づく司法権の概念を日本国憲法が授継したことを理由に、日本国憲法第76条1項の定める「司法権」というためには事件性を要件とし、具体的紛争を前提とせず、法令の合憲性を判断する裁判権を行使する抽象的審査制は法改正によって採用することはできないとしていたが、佐藤は、判例・通説がとるこの結論には賛成しつつも、かかる歴史による理由付けでは不十分であると批判し、「司法権」の概念は、具体的な事件を前提に当事者から訴訟を提起されたことを契機に公平な裁判所が当事者の主張・立証に基づき、法を適用して決定する法原理的な過程を有する点に本質があり、事件性の要件は裁判所が法原理機関であることから導かれる理論的な要請であるとする。
法の支配については、実質的法治主義と統一的に把握する通説に対し、両者を厳密に区別して、実質的法治主義は行政による事前抑制に親和的であるのに対し、法の支配は司法による事後抑制に親和的で、国民の司法への積極的な参加と多くの法曹が必要である点に違いがあるとしている。

## 社会的活動
佐藤は法学者として多様な社会活動を行っている。
既に述べた独自の法の支配に関する理解から、裁判員制度や法科大学院制度を導入し、2006年1月の司法制度改革審議会の意見書では「社会のすみずみまで法の支配を」と表現した。
そのほかに次のような社会活動も行っている。
- 司法試験委員（1982年 - 1991年）
- 法学検定試験委員会委員
- 宗教法人審議会会長
- 中央省庁等改革推進本部顧問（1998年 - 2001年）
- 大阪府個人情報保護審議会委員（1996年 - 2006年）
- 法制審議会委員（1998年 - 2004年）
- 文部科学省中央教育審議会委員（第1期 - 第2期）（法科大学院部会長）
- 司法制度改革審議会会長（1999年 - 2001年）
- 司法制度改革推進本部顧問会議座長（2001年 - 2006年）
- 行政改革会議委員（1996年 - 1998年）
- 21世紀臨調特別顧問
- 皇室典範に関する有識者会議メンバー（2005年）

宗教法人審議会の会長時代にオウム真理教事件が発生し、それまで2 - 3カ月に1度であった議事が毎週のように行われるようになり、その重要度も格段に高まった。またオウム真理教から命を狙われる可能性があったため、当時、佐藤には大学構内でも警察による警護がつけられた。

## 略歴

### 学歴
- 1961年03月 - 京都大学法学部卒業
- 1990年07月 - 法学博士（京都大学）（学位論文「現代国家と司法権」）[17]

### 職歴
- 1961年04月 - 住友銀行入行
- 1962年05月 - 住友銀行退職
- 1962年06月 - 京都大学法学部助手（学士助手）
- 1964年08月 - 京都大学法学部助教授
- 1975年02月 - 京都大学法学部教授
- 1991年04月 - 京都大学大学院法学研究科長・法学部長（1993年3月まで）
- 1995年04月 - 京都大学総長特別補佐（1996年4月まで）
- 2001年03月 - 京都大学定年退官
- 2001年04月 - 近畿大学法学部教授、京都大学名誉教授
- 2004年04月 - 近畿大学大学院法務研究科教授、同研究科長（2006年3月まで）
- 2008年03月 - 近畿大学定年退職

## 著作

### 単著
- 『憲法』現代法律学講座、青林書院現代法律学講座、初版1981年、新版1990年、第3版1995年
- 『憲法訴訟と司法権』日本評論社、1984年
- 『現代国家と司法権』有斐閣、1988年
- 『国家と人間――憲法の基本問題』放送大学、1997年
- 『日本国憲法と「法の支配」』有斐閣、2002年
- 『憲法とその“物語”性』有斐閣、2003年
- 『現代国家と人権』有斐閣、2008年
- 『日本国憲法論』（『憲法』の実質的な改訂版）成文堂、初版2011年、第2版2020年
- 『立憲主義について――成立過程と現代』左右社、放送大学叢書、2015年
- 『世界史の中の日本国憲法――立憲主義の史的展開を踏まえて』左右社、2015年

### 編著
- 『憲法1・2』編 成文堂、1986-88年
- 『要説コメンタール 日本国憲法』三省堂、1991年
- 『現代社会における国家と法――阿部照哉先生喜寿記念論文集』成文堂、2007年
- 『道徳――思想と教育の今日的課題』八千代出版、増補改訂版2010年

### 共編著
- 『憲法資料集』阿部照哉・宮田豊共編、有信堂、1966年
- 『イギリスアメリカの大学問題』深田三徳・村松岐夫共著、世界思想社、1971年、大学問題資料シリーズ
- 『憲法の基礎』樋口陽一共編、青林書院新社、1983年、基礎法律学大系
- 『現代法の焦点 法感覚へのプロローグ Q&A形式の新しい法律学のガイドブック』田中成明共著、有斐閣リブレ、1987年
- 『注釈 日本国憲法』（上・下）、樋口陽一・中村睦男・浦部法穂共著、青林書院、1988年
- 『人権の現代的諸相』初宿正典共編、有斐閣、1990年
- 『デイリー六法』共編、三省堂、1991年 -
- 『現代国家と宗教団体 紛争処理の比較法的検討』木下毅共編、岩波書店、1992年
- 『ファンダメンタル憲法』中村睦男・野中俊彦共著、有斐閣、1994年
- 『法律学入門』鈴木茂嗣・田中成明・前田達明共著、有斐閣、1994年、第3版2006年
- 『憲法五十年の展望〈1〉統合と均衡』初宿正典・大石眞共編、有斐閣、1998年
- 『憲法五十年の展望〈2〉自由と秩序』初宿正典・大石眞共編、有斐閣、1998年
- 『司法制度改革』竹下守夫・井上正仁共著、有斐閣、2002年
- 『判例講義 憲法〈1〉基本的人権』土井真一共編、悠々社、2010年
- 『判例講義 憲法〈2〉基本的人権・統治機構』土井真一共編、悠々社、2010年
- 『中学社会公民的分野』文部科学省検定済教科書、日本文教出版、2014年

### 翻訳
- リチャード・マイニア『西洋法思想の継受 穂積八束の思想史的考察』長尾龍一・田中成明共訳、東京大学出版会、1971年
- カール・レーヴェンシュタイン、『比較憲法論序説』平松毅共訳、世界思想社、1972年
- マウロ・カペレッティ『現代憲法裁判論』谷口安平共訳、有斐閣、1974年
- ジョン・ハート・イリィ『民主主義と司法審査』松井茂記共訳、成文堂、1990年

### 記念論文集
- 『現代立憲主義と司法権――佐藤幸治先生還暦記念』青林書院、1998年
- 『国民主権と法の支配――佐藤幸治先生古稀記念論文集〔上・下巻〕』成文堂、2008年

## 門下生
- 土井真一
- 市川正人
- 松井茂記
- 米沢広一
- 泉田裕彦[注 1]
- 細野豪志
- 徳永信一[18]